# Spagna (metrostation)

Spagna is een ondergronds metrostation aan de lijn A van de metro van Rome dat op 16 februari 1980 werd geopend.

## Geschiedenis
Het metrostation bij de Spaanse Trappen was al opgenomen als station aan lijn A in het metroplan van 1941. De perrons zouden daarin parallel aan de via Sistina worden gelegd, het gerealiseerde metrostation ligt iets gedraaid onder de tuin van de Trinità dei Monti. De bouw van de lijn begon in 1963 en in het voorjaar van 1979 werd het station opgeleverd. Na de opening van lijn A kwamen ook plannen op tafel om de westelijke en noordelijke wijken aan te sluiten op de metro. In 1985 werd hiervoor gemikt op vertakkingen maar omdat de metro in de binnenstad al snel tegen de capaciteitsgrenzen aanliep werd besloten tot de aanleg van twee extra lijnen. Hierdoor zou extra vervoerscapaciteit ontstaan en zouden de bezienswaardigheden beter bereikbaar worden. In 2005 lagen er uitgewerkte plannen waarin lijn D het noorden van de stad met EUR zou verbinden via Trastevere. Deze route, parallel aan lijn B, zou vanaf 2015 bij Spagna lijn A kruisen. In het najaar van 2012 werd de bouw van lijn D echter voor onbepaalde tijd opgeschort.

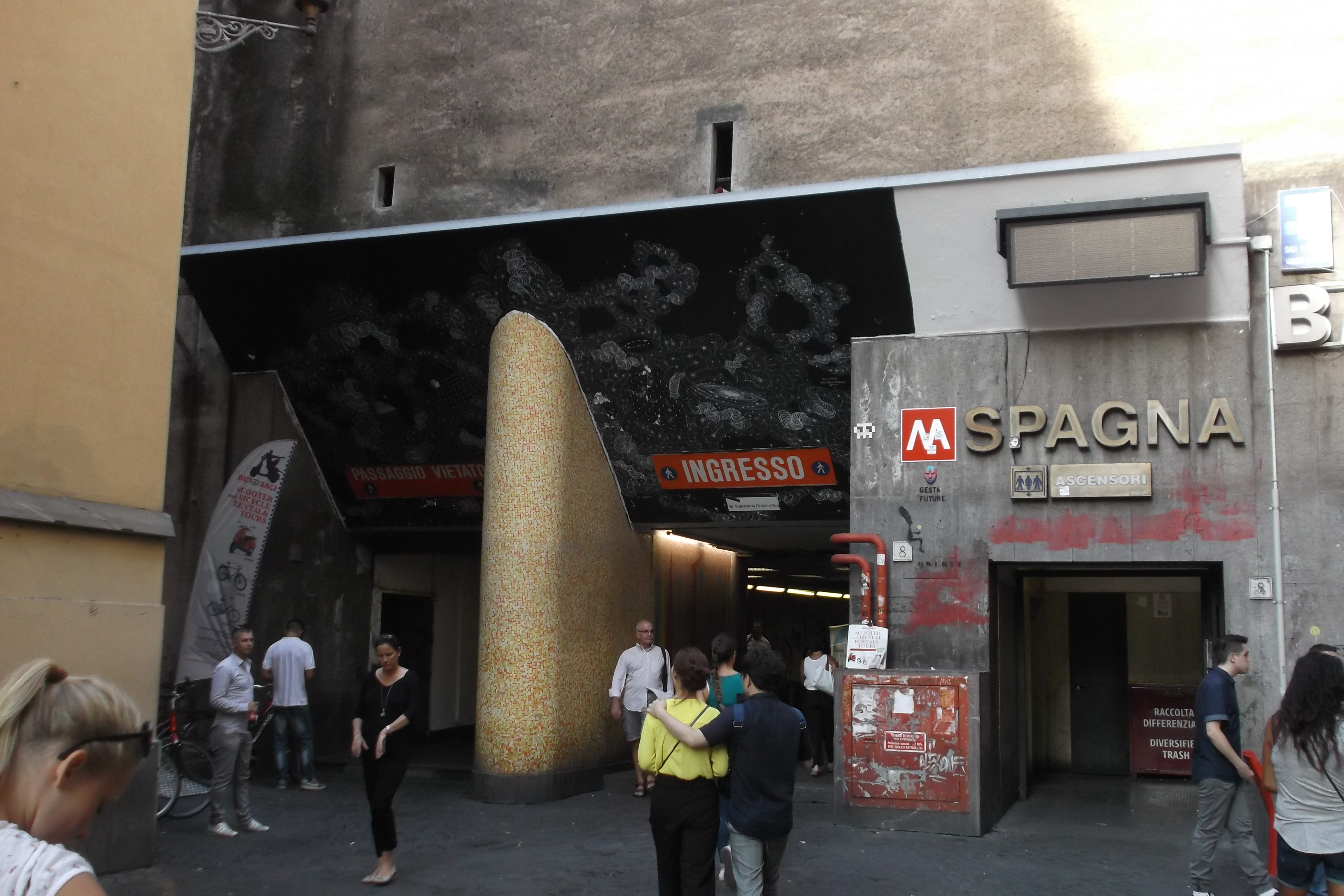
De hoofdingang
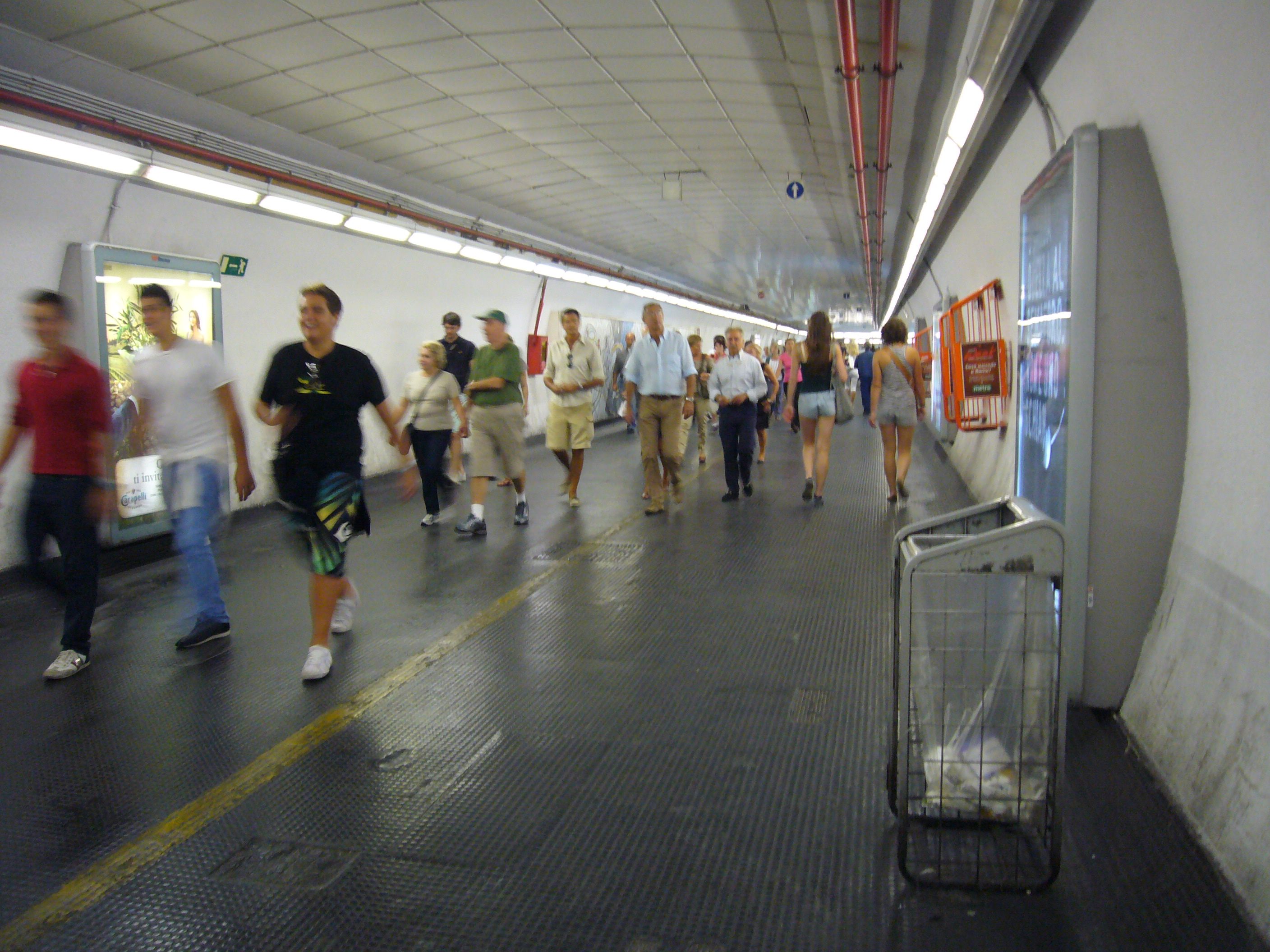
Tussen hoofdingang en verdeelhal
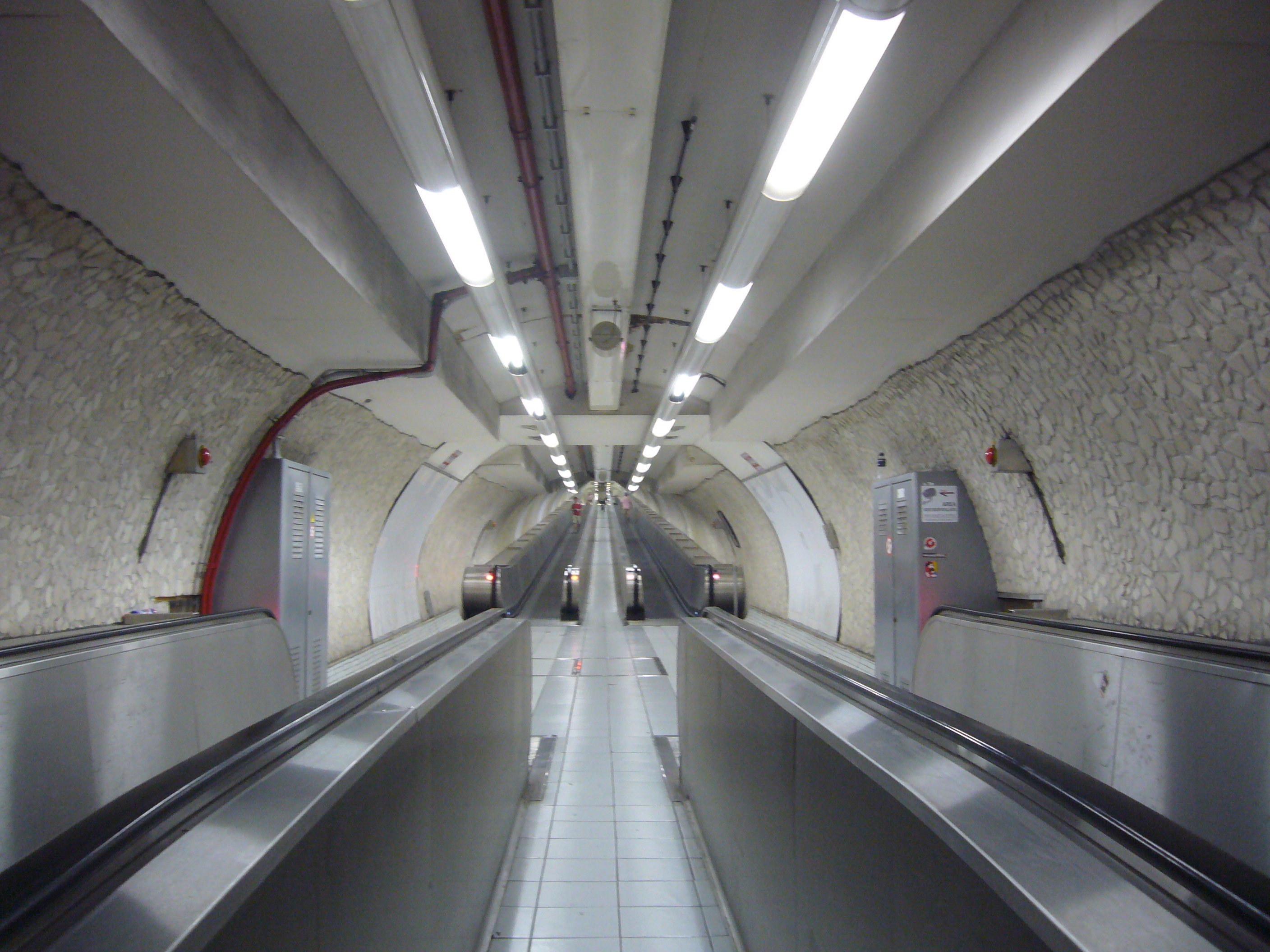
De tunnel richting Villa Borghese

## Ligging en inrichting
De verdeelhal van het station bevindt zich in de heuvel boven de perrons die met liften en roltrappen onderling verbonden zijn. De hoofdingang ligt aan het eind van de Vicolo del Bottino aan de kant van de Piazza di Spagna. Aan de noordoostkant van de verdeelhal loopt een tunnel met roltapijten in de richting van de Villa Borghese. Hier zijn drie toegangen, de dichtstbijzijnde ligt aan de Viale del Muro Torto naast de tennisbanen, de volgende ligt bij de Viale del Galloppatoio en de verste bij de Porta Pinciana, ruim 400 meter ten oosten van de verdeelhal. Na een roltrapincident bij Barberini werd ook Spagna op 23 maart 2019 gesloten. Het metrostation ging op 7 mei 2019 weer open voor publiek.
- Virtual International Authority File: 251384129